# Sacha Lyo
Suzanne Schmit (ou Schmidt), connue sous le nom de scène de Sacha Lyo ou Lio, est une danseuse « acrobatique » de music-hall née à Pétrograd le 30 octobre 1914. Considérée comme une danseuse de grand avenir, elle se suicide le 11 octobre 1932 à l'âge de dix-sept ans dans le 18e arrondissement de Paris,. Elle a servi de modèle à  Serge Youriévitch (en) et à Serge Ivanoff.
« Forme parfaite, parcourue par un fluide de poésie… Petite figure ronde et placide, aux traits menus de poupée non encore réveillée à la vie et que le premier choc briserait »
— André Levinson
.

## Biographie
Ses parents ont fui la révolution russe et se sont installés à Nice. Sa mère s'appelle E. Busvlev. Sa sœur ainée Nathalie Schmit connue comme Natacha Nattova est danseuse de music-hall,.
Elle fait ses premiers pas de danse à onze ans et demi, au cours d'Hélène Gontcharova, au Châtelet,. Elle fait ses débuts, à douze ans et demi, à la Gaîté-Lyrique, où elle donne une interprétation du Chant de l'invité indien de Sadko, opéra de Rimsky-Korsakov. En 1929, elle danse avec le ballet de la Gaîté-Lyrique dans une reprise de Monsieur Beaucaire d'André Messager,. À quinze ans, elle commence à danser avec  Horam, un ancien rugbyman qui est venue chez Gontcharova chercher une partenaire,. 
Fin 1930, début 31, Sacha Lyo danse avec Horam dans la revue en deux actes, Folies de Paris, de Saint-Granier, aux Folies-Marigny, avec Saint-Granier, Nina Myral, Marguerite Gilbert comme partenaires et tiennent l'affiche pendant quatre mois,,,,,.
En 1931, Horam et Sacha Lyo forment avec Ramon et Eve Drury un quatuor qui débute au Coliseum Theatre à Londres.
En 1932, elle danse avec Horam, Drury et Ramon, dans la revue Sex Appeal Paris 32 d'Henri Varna, Léo Lelievre et Marc-Cab, au Casino de Paris, aux côtés de Marie Dubas, Charpini, Jean Sablon, Régine Dancourt,,,,,,.
André Levinson, critique, spécialiste de la danse écrit dans Comoedia « M. Horam édifie avec sa partenaire Mlle Sacha Lyo toute une architecture de groupes, légères et solides constructions à claire-voie... Mlle Lyo, soutenue du bout des doigts par le danseur, pose sur la pointe en grand écart perpendiculaire. La tête haute, le tronc bombé, les bras ramenés en arrière, elle entoure des deux mains la cheville de la jambe dardée vers les frises. Ce n'est pas là seulement un prodige de souplesse et d'équilibre. Cette suave courbe s'enlaçant à la droite rigide forme un schéma linéaire du classicisme le plus pur. »
Elle s'éprend d'un aristocrate égyptien, plus âgé qu'elle. Convaincue qu'il ne pourrait l'épouser, elle se donne la mort. Ses obsèques ont lieu le 13 octobre à la cathédrale Saint-Alexandre-Nevsky.

## Iconographie

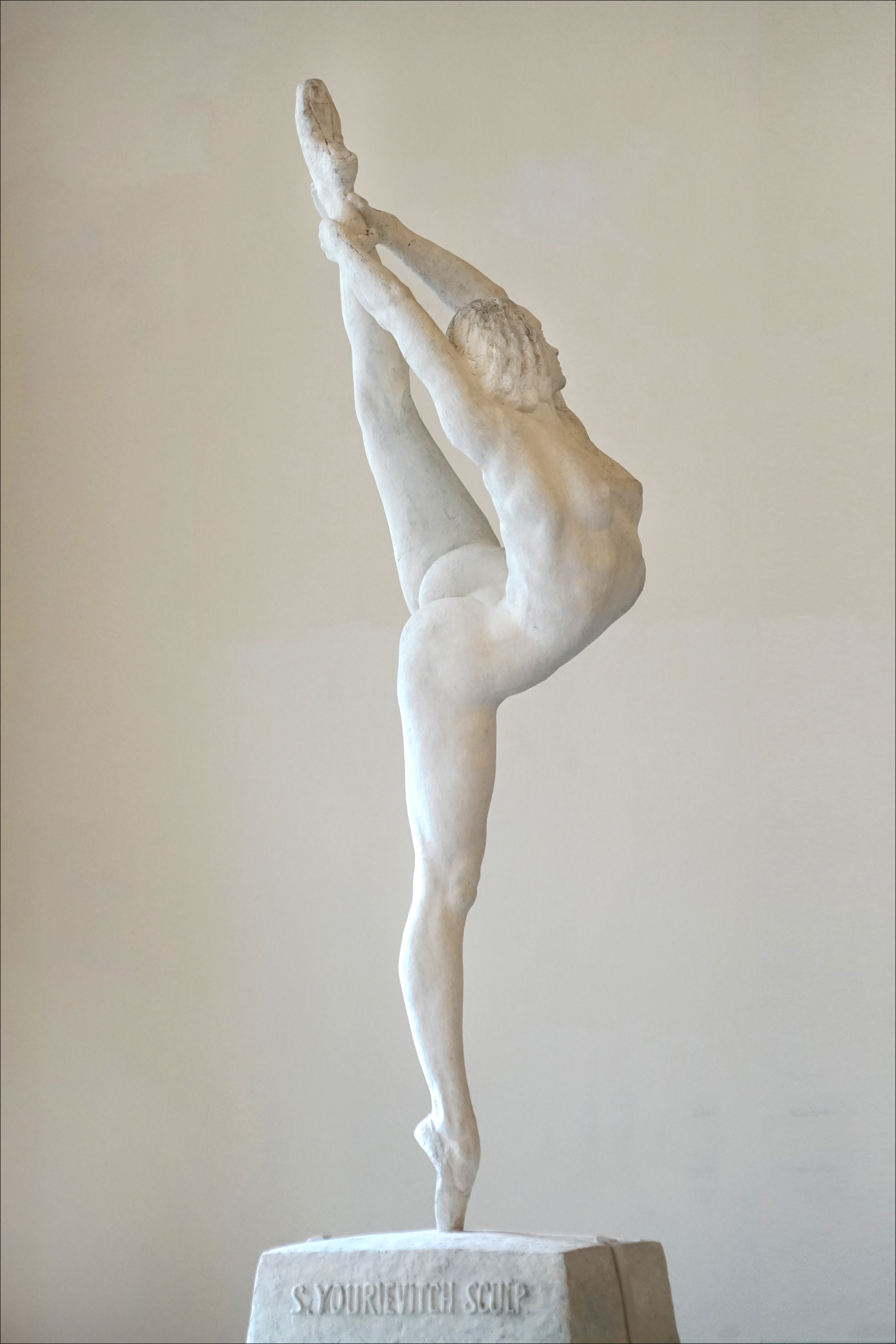
La danseuse Sacha Lyo par S. Youriévitch (Petit Palais, Paris)

Une huile peinte par Serge Ivanoff est exposée au salon des artistes français 1932, appartenant en 2015 à la collection Tatiana et Georges Khatsenkov.
Une statue en bronze réalisée par Serge Youriévitch (en) et exposée au Salon d'Automne 1932 est acquise par le département de la Seine,. Placée dans le square municipale de Bry-sur-Marne en 1934,, elle est refondue sous le régime de Vichy. Un modèle en plâtre est exposée au Petit-Palais en 2018,. Serge Youriévitch a aussi sculpté sa sœur Nattova.